# Terry Kinney
Terry Kinney (Lincoln (Illinois), 29 januari 1954) is een Amerikaans acteur, filmproducent, filmregisseur, toneelacteur en toneelregisseur.  

## Biografie
Kinney werd geboren in Lincoln (Illinois), en studeerde af aan de Illinois State University in Normal (Illinois). Hier kwam hij in aanraking met het acteren na het zien van de musical Grease. In 1974 begon hij met acteren in het theater en was een van de oprichters (samen met Gary Sinise en Jeff Perry) van het theatergezelschap Steppenwolf Theatre Company in Chicago. In 1990 maakte hij zijn debuut op Broadway in het toneelstuk The Grapes of Wrath. Hierna speelde hij nog meerdere rollen op Broadway.
Kinney begon in 1978 met acteren in de film A Wedding, waarna hij nog meerdere rollen speelde in films en televisieseries. Hij is vooral bekend van zijn rol als Tim McManus in de televisieserie Oz, waar hij in 55 afleveringen speelde (1997-2003). 
Kinney was van 1984 tot en met 1988 getrouwd met Elizabeth Perkins, van 1993 tot en met 2006 was hij getrouwd met Kathryn Erbe waaruit hij twee kinderen heeft. 

## Filmografie

### Films
Uitgezonderd eenmalige korte films. 
- 2022 The Bride in the Box - als Jay
- 2021 The Little Things - als LASD kapitein Carl Farris
- 2019 Extremely Wicked, Shockingly Evil and Vile - als rechercheur Mike Fisher
- 2018 Mile 22 - als Johnny Porter
- 2017 November Criminals - als schoolhoofd Karlstadt
- 2017 Abundant Acreage Available - als Jesse
- 2015 I Smile Back - als dr. Page
- 2013 I Am Victor - als Olaf Renner
- 2012 Promised Land - als David Churchill
- 2010 The Line - als Alex Gunderson
- 2007 Turn the River - als Markus
- 2005 Amber Frey: Witness for the Prosecution - als rechercheur Neil O'Hara
- 2005 Runaway - als dr. Maxim
- 2005 The Game of Their Lives - als Dent McSkimming
- 2002 The Laramie Project - als Dennis Shepard
- 2001 Midwives - als Rand Danforth
- 2001 Save the Last Dance - als Roy Johnson
- 2000 The House of Mirth - als George Dorset
- 1999 Oxygen - als Tim
- 1999 The Young Girl and the Monsoon - als Hank
- 1999 That Championship Season - als James Daly
- 1998 Don't Look Down - als dr. Paul Sadowski
- 1998 Luminous Motion - als Pedro
- 1997 George Wallace - als Billy Watson
- 1997 White Lies - als Richard Marx
- 1996 Critical Choices - als Lloyd
- 1996 Sleepers - als Ralph Ferguson
- 1996 Fly Away Home - als David Alden
- 1995 Devil in a Blue Dress - als Todd Carter
- 1995 The Good Old Boys- als Walter Calloway
- 1993 J.F.K.: Reckless Youth - als Joseph P. Kennedy sr.
- 1993 The Firm - als Lamar Quinn
- 1993 Body Snatchers - als Steve Malone
- 1992 Deadly Matrimony - als Jim Mihkalik
- 1992 The Last of the Mohicans - als John Cameron
- 1991 Talent for the Game - als Gil Lawrence
- 1991 Queens Logic - als Jeremy
- 1990 Kojak: None So Blind - als Paul Hogarth
- 1988 Miles from Home - als Mark
- 1987 A Walk on the Moon - als Lew Ellis
- 1987 Murder Ordained - als Tom Bird
- 1986 No Mercy - als Paul Deveneux
- 1985 Seven Minutes in Heaven - als Bill de fotograaf
- 1978 A Wedding - als medewerker catering

### Televisieseries
Uitgezonderd eenmalige gastrollen. 
- 2016-2023 Billions - als Hall - 34 afl.
- 2023 Justified: City Primeval - als Toma Costia - 3 afl.
- 2022 The Watcher - als sper Winslow - 7 afl.
- 2022 Inventing Anna - als Barry - 9 afl.
- 2016-2017 Good Behavior - als Christian Woodhill - 20 afl.
- 2015 Fargo - als chief Gibson - 2 afl.
- 2015 Show Me a Hero - als Peter Smith - 4 afl.
- 2014 Black Box - als dr. Owen Morely - 13 afl.
- 2012 The Mob Doctor - als Dante Amato - 2 afl.
- 2012 NYC 22 - als Daniel 'Yoda' Dean - 13 afl.
- 2011-2012 Being Human - als Heggeman - 4 afl.
- 2010 The Good Wife - als Gerald Kozko - 3 afl.
- 2009 The Mentalist - als Sam Bosco - 6 afl.
- 2009 The Unusuals - als Harvey Brown - 10 afl.
- 2008 Canterbury's Law - als Zach Williams - 5 afl.
- 2004 CSI: NY - als Tom Mitford - 2 afl.
- 1997-2003 Oz - als Tim McManus - 55 afl.
- 1987-1989 Thirtysomething - als Steve Woodman - 7 afl.

### Filmproducent
- 2011 The Last Rites of Joe May - film

### Filmregisseur
- 2008 Diminished Capacity - film
- 2006 Kubuku Rides (This Is It) - korte film
- 1999-2002 Oz - televisieserie - 2 afl.

## TheaterwerkBroadway

### Acteur
- 1996 Buried Child - als Tilden
- 1995 On the Waterfront - als pastoor Barry
- 1990 The Grapes of Wrath - als Jim Casy

### Toneelregisseur
- 2017 The Price
- 2009 Reasons To Be Pretty
- 2001 One Flew Over the Cuckoo's Nest

- Biblioteca Nacional de España: XX1595125
- Bibliothèque nationale de France: cb14054472p (data)
- Gemeinsame Normdatei: 143543989
- International Standard Name Identifier: 0000 0001 1488 1580
- Library of Congress Control Number: n97056506
- Nationale Bibliotheek van Tsjechië: pna2012717930
- Nationale Bibliotheek van Israël: 987007605039705171
- SNAC: w6349g1s
- Système universitaire de documentation: 140844546
- Virtual International Authority File: 14975927
- WorldCat: E39PBJhX9QpKp8RfCr6XHvYtrq